# Aphanius sirhani
Aphanius sirhani là một loài cá thuộc họ Cyprinodontidae. Nó là loài đặc hữu của Jordan. Môi trường sống tự nhiên của chúng là suối nước ngọt. Nó bị đe dọa do mất môi trường sống.
Năm 1983 Aphanius sirhani đã được mô tả lần đầu là một loài cá mới, nó được phát hiện ở Azraq Wetland tại Jordan, nơi sinh sống duy nhất của loài này trên thế giới.